# Placidochromis nkhotakotae
Placidochromis nkhotakotae är en fiskart som beskrevs av Mark Hanssens 2004. Placidochromis nkhotakotae ingår i släktet Placidochromis och familjen Cichlidae. Inga underarter finns listade i Catalogue of Life.